# HIROMI IWASAKI 30TH ANNIVERSARY BOX
『HIROMI IWASAKI 30TH ANNIVERSARY BOX』（ヒロミ・イワサキ サーティース・アニバーサリー・ボックス）は、岩崎宏美のデビュー30周年記念CD-BOX。発売元はインペリアル・レコード。

## 解説
デビュー30周年を記念して、全シングルのA面、岩崎自身によるセレクション、コラボレーション作品やレアなナンバーを収録したCD7枚組に日本テレビ全面協力の元で実現した過去の番組出演における歌唱場面や、初DVD化となる『ピラミッド』を含めたDVD3枚組の計10枚組から成るCD-BOXである。
- ディスク1から4までは『Singles&More』として、全シングルのA面完全収録に加え、B面（カップリング）やアルバム収録曲から岩崎自身によって選ばれた思い出深い楽曲が収録されている。
- ディスク5は『Your Favorite Songs』として、ファン・リクエストを基にしながら、こちらもB面やアルバム収録曲の中から岩崎自身によって選ばれた曲達が収録されている。
- ディスク6は『Rare Tracks』として、他者アルバムへの参加楽曲などといったレアなナンバーを中心に収録。
- ディスク7は『Live Best Selection』として、70年代から80年代にかけて行われたライブ・リサイタルからのライヴ音源を収録。
- ディスク8は『HIROMI IWASAKI ON TV』として、1975年から1983年にかけての日本テレビの番組出演の中から、歌唱場面を集めたDVD、「スター誕生!」でのオーディション場面も収められている。
- ディスク9は『NHKみんなのうた & VIDEO CLIPS』として、NHKみんなのうたの映像や、ビデオ・クリップの数々が収録されたDVD。
- ディスク10は1986年12月16日にVHSやレーザーディスクで発売された「ピラミッド」の初DVD化となる『PYRAMID ピラミッド・ライブ』。

## 収録内容

### Disc1 (CD)
1. 二重唱 (デュエット)
2. ロマンス
3. センチメンタル
4. ファンタジー
5. 未来
6. 霧のめぐり逢い
7. ドリーム
8. 想い出の樹の下で
9. 悲恋白書
10. 熱帯魚
11. 思秋期
12. 二十才前
13. あざやかな場面
14. シンデレラ・ハネムーン
15. さよならの挽歌
16. この広い空の下
  - 1stアルバム『あおぞら』収録曲。
17. 月見草
  - 「二重唱 (デュエット)」B面。
18. わたしの1095日
  - 「想い出の樹の下で」B面。
19. 美しい夏
  - 3rdアルバム『飛行船』収録曲。
20. パピヨン
  - 「ファンタジー」B面。
21. 学生街の四季
  - 4thアルバム『ウィズ・ベスト・フレンズ』収録曲。

- 16〜21. 岩崎セレクション

### Disc2 (CD)
1. 春おぼろ
2. 夏に抱かれて
3. 万華鏡
4. スローな愛がいいわ
5. 女優
6. 銀河伝説
7. 愛の生命
8. 摩天楼
9. 胸さわぎ
10. 恋待草
11. すみれ色の涙
12. れんげ草の恋
13. 檸檬
14. 聖母たちのララバイ
15. 思い出さないで
16. 素敵な気持ち
17. 真珠のピリオド
18. 家路
19. 五線紙のカウボーイ
  - 9thアルバム『WISH』収録曲。

- 19. 岩崎セレクション

### Disc3 (CD)
1. 20の恋
2. 未完の肖像
3. 橋
4. 決心
5. 夢狩人
6. 月光
7. 25時の愛の歌
8. 好きにならずにいられない
9. 小さな旅
10. 夜のてのひら
11. 最初の恋人達
12. 風の童話集
13. ラスト・クルーズ
14. 聞こえてくるラプソディー
15. 未成年
16. 夢見るように愛したい
17. さよならは2度ベルを鳴らす
  - 16thアルバム『cinéma』収録曲。
18. シンデレラ・ラッシュアワー
  - 16thアルバム『cinéma』収録曲。

- 17〜18. 岩崎セレクション

### Disc4 (CD)
1. 愛を+ワン
2. 愛という名の勇気
3. Life
4. 朝が来るまで
5. Believin'
6. 笑顔をみせて
7. 愛がいっぱい
8. 許さない
9. ぼくのベストフレンドへ
10. あとかたもなく
11. 夢 (New Vocal & Mix Version)
12. 止まった時計
13. あなたの心に
14. 笑顔
15. 夜空で星が生まれるように
  - 20thアルバム『誕生』収録曲。
16. オーケストラップ
  - 21stアルバム『家族』収録曲。
17. このこどこのこ
  - 22ndアルバム『きょうだい』収録曲。

- 15〜17. 岩崎セレクション

### Disc5 (CD)
1. 愛の飛行船
  - 1stアルバム『飛行船』収録曲。
2. パパにそむいて
  - 4thアルバム『ウィズ・ベスト・フレンズ』収録曲。
3. ピアノ弾きが泣かせた
  - 5thアルバム『思秋期から…男と女』収録曲。
4. 今様つづり
  - 6thアルバム『二十才前…』収録曲。
5. いちご讃歌
  - 「あざやかな場面」B面。
6. 南南西の風の中で
  - 「シンデレラ・ハネムーン」B面。
7. 媚薬
  - 7thアルバム『パンドラの小箱』収録曲。
8. 恋人たち
  - カヴァー・アルバム『恋人たち』収録曲。
9. スリー・カラット・ダイヤモンド
  - 8thアルバム『10カラット・ダイヤモンド』収録曲。
10. Sympathy
  - 9thアルバム『WISH』収録曲。
11. 絵空事
  - 「摩天楼」B面。
12. ひまわり
  - 「すみれ色の涙」B面。
13. やさしい妹へ
  - 12thアルバム『Love Letter』収録曲。
14. 生きがい
  - 13thアルバム『私・的・空・間』収録曲。
15. WAITING
  - 「素敵な気持ち」B面。
16. 真珠貝の唄
  - 22ndアルバム「きょうだい」収録曲。
17. そばにおいて
  - ベスト・アルバム『ダル・セーニョ』（1984年）収録曲の『THE COMPLETE SINGLES』収録再録ヴァージョン。

### Disc6 (CD)
1. アメージング グレース
  - 初CD化、公共広告機構CMソング
2. へそまがりメアリ
  - アルバム『オフ・オフ・マザーグース』収録曲。
3. 恋は曲者
  - アルバム『星の一日』（黒テント）収録曲。
4. おっ母の子守歌
  - アルバム『星の一日』（黒テント）収録曲。
5. Endless World
  - 金子美香と西城秀樹とのデュエット。
  - アルバム『Rock To The Future』収録曲。
6. 花のように
  - アルバム『ロック・ミュージカル ハムレット』収録曲。
7. 世界の果てへ連れてって
  - アルバム『ロック・ミュージカル ハムレット』収録曲。
8. 愛はハーモニー (メドレー)
  - 桑名正博とのデュエット。
  - アルバム『ロック・ミュージカル ハムレット』収録曲。
9. LOVE IS THE OCEAN
  - 三浦友和とのデュエット。
  - 三浦友和のアルバム『LOVE IS THE OCEAN』収録曲。
10. Love is alive
  - ASKAとのデュエット。
  - ASKAのアルバム『SCENE II』収録曲。
11. I.O.U.Me
  - 佐藤竹善とのデュエット。
  - 佐藤竹善のアルバム『Cornerstones』収録曲。
12. YOU SEND ME
  - アルバム『JVC SOUL ALL STARS』収録曲。
13. 寂しくないですか
  - カセット企画『GOLDEN PRIZE』収録曲。
14. 鳥の歌
  - アルバム『リトル・ターン』収録曲。
15. すみれ色の涙 (一五一会バージョン)
  - アルバム『テイチクアワー 一五一会』収録ヴァージョン。
16. あとかたもなく (未発表テイク・リミックスバージョン)
  - 初商品化
17. あざやかな場面 (Special Duet Version '78+'04)
  - 初商品化
18. 聖母たちのララバイ (2004 Version)
  - 初商品化
19. 浜辺で
  - 初CD化、アルバム『近藤正臣その世界』収録曲。
20. オルゴールの歌
  - 『THE COMPLETE SINGLES』収録曲。
21. みつばちマーヤ
  - 初CD化、アルバム『みつばちマーヤ』収録曲。

### Disc7 (CD)
1. オープニング
  - ロマンティック・コンサート / 1975年12月10日
2. 太陽のとびら
  - ロマンティック・コンサート
3. やさしく歌って
  - ロマンティック・コンサート
4. 愛の讃歌
  - ロマンティック・コンサート
5. 恋よ さようなら
  - ロマンティック・コンサート
6. 明日に架ける橋
  - ロマンティック・コンサート
7. ジョリーン
  - ロマンティック・コンサート
8. 愛がすべて
  - ロマンティック・コンサート
9. コパカバーナ
  - ロマンティック・コンサート
10. ザナドゥ
  - リサイタル『宏美22才の愛』 / 1980年12月20日
11. オール・オーバー・ザ・ワールド
  - リサイタル『宏美22才の愛』
12. ニューヨーク・シティ・リズム
  - リサイタル『宏美22才の愛』
13. ミスター・メロディ
  - リサイタル『宏美22才の愛』
14. 愛はかげろうのように
  - 82岩崎宏美リサイタル / 1982年12月16日
15. フレンズ・イン・ラブ
  - 82岩崎宏美リサイタル
16. サムワン・トゥ・ウォッチ・オーバー・ミー
  - 82岩崎宏美リサイタル
17. 再会
  - 82岩崎宏美リサイタル
18. エイント・ノー・マウンテン・ハイ・イナフ
  - ライブ&モア / 1979年12月1日
19. ステイ・ゴールド
  - 83岩崎宏美リサイタル / 1983年12月16日
20. 私たち
  - 「ロマンス」B面。
  - リサイタル『宏美22才の愛』
21. 私は悔やまない
  - 81岩崎宏美リサイタル / 1981年12月20日

### Disc8 (DVD)
1. オープニング (コメント)
2. 決戦大会
  - スター誕生!（大同窓会PART1） / 1983年1月9日
3. 二重唱 (デュエット)
  - スター誕生! / 1975年5月18日
4. ロマンス
  - 日本テレビ音楽祭 / 1975年8月21日
5. センチメンタル
  - コント55号のなんでそうなるの? / 1976年1月2日
6. ファンタジー
  - 日本テレビ音楽祭 / 1976年2月5日
7. 未来
  - 日本テレビ音楽祭 / 1976年8月19日
8. ドリーム
  - スター誕生! / 1977年1月2日
9. 想い出の樹の下で
  - スター誕生! / 1981年10月4日
10. 熱帯魚
  - 紅白歌のベストテン / 1977年8月1日
11. 思秋期
  - 紅白歌のベストテン / 1977年10月31日
12. 二十才前
  - 紅白歌のベストテン / 1978年3月20日
13. あざやかな場面
  - 紅白歌のベストテン / 1978年7月3日
14. シンデレラ・ハネムーン
  - スター誕生! / 1978年9月24日
15. さよならの挽歌
  - 紅白歌のベストテン / 1978年12月4日
16. 春おぼろ
  - スター誕生! / 1979年4月15日
17. 夏に抱かれて
  - 紅白歌のベストテン / 1979年6月4日
18. 万華鏡 (英語バージョン)
  - 紅白歌のベストテン / 1979年10月29日
19. 万華鏡
  - 欽ちゃん一座正月公演 / 1980年1月3日
20. スローな愛がいいわ
  - 紅白歌のベストテン / 1980年3月17日
21. 女優
  - 紅白歌のベストテン / 1980年5月19日
22. 銀河伝説
  - 紅白歌のベストテン / 1980年8月18日
23. 胸さわぎ
  - 紅白歌のベストテン / 1981年2月16日
24. 恋待草
  - ザ・トップテン / 1981年3月30日
25. すみれ色の涙
  - ザ・トップテン / 1981年7月20日
26. れんげ草の恋
  - スター誕生! / 1982年1月3日
27. 檸檬
  - カックラキン大放送! / 1982年4月23日
28. 聖母たちのララバイ
  - ザ・トップテン / 1982年7月5日 + 1982年7月19日
29. 思い出さないで
  - スター誕生! / 1982年10月24日
30. 家路
  - 日本テレビ音楽祭 / 1983年8月25日
31. エンディング (コメント)

### Disc9 (DVD)
1. 走馬燈
  - NHKみんなのうた（1977年）
2. 笑顔
  - NHKみんなのうた（2003年）
3. 橋
  - ミュージック・ビデオ
4. 愛という名の勇気
  - ミュージック・ビデオ
5. 笑顔をみせて
  - ミュージック・ビデオ
6. 夢
  - ミュージック・ビデオ
7. 止まった時計
  - ミュージック・ビデオ
8. あなたの心に
  - ミュージック・ビデオ
9. 白い色は恋人の色
  - ミュージック・ビデオ
  - 岩崎良美とのデュエット。
  - 『Dear Friends II』収録曲。

### Disc10 (DVD)
1. オープニング
2. OVERTURE
3. ロマンス
4. カサノバL
5. 姫ごころ
6. INSTRUMENTAL
7. 夢狩人
8. 夜のてのひら
9. 好きにならずにいられない
10. MAIS EL RIM
11. 決心
12. 星に願いを
13. 未来
14. 聖母たちのララバイ